# Sudheer Babu
Posani Naga Sudheer Babu (nacido el 11 de mayo de 1980) es un actor indio y exjugador profesional de bádminton. Trabaja principalmente en películas de Telugu. Debutó como actor principal en Shiva Manasulo Shruti (2012), las películas de éxito de Babu incluyen Prema Katha Chitram (2013), Baaghi (2016) y Sammohanam (2018). Ganó el premio especial del jurado SIIMA por su actuación en Sammohanam.

## Carrera cinematográfica
Babu comenzó su carrera como actor con un papel secundario en Ye Maaya Chesave (2010), dirigida por Gautham Vasudev Menon y producida por su cuñada Manjula Ghattamaneni. Su primera película en un papel protagonista fue Siva Manasulo Sruthi (2012). un remake de la película tamil Siva Manasula Sakthi (2009).
Babu alcanzó el éxito con la película de comedia de terror de 2013, Prema Katha Chitram. Realizada con un presupuesto de 2 millones de rupias, la película recaudó 20 millones de rupias en la taquilla. Ese mismo año, apareció en Aadu Magaadra Bujji. En 2015, Babu protagonizó tres películas, Krishnamma Kalipindi Iddarini, Mosagallaku Mosagadu y Bhale Manchi Roju.
En 2016, Babu debutó en el cine hindi con Baaghi, donde interpretó un papel antagónico. Su película de 2017 Samanthakamani fue un éxito comercial.
En 2018, Babu se asoció con el director Mohana Krishna Indraganti para la película de drama romántico Sammohanam. La película en la que un joven dibujante se enamora de una actriz resultó ser una empresa rentable. Ese mismo año apareció en otras dos películas, Nannu Dochukunduvate y Veera Bhoga Vasantha Rayalu.
En su segunda colaboración con Indraganti, Babu aparece en el thriller de acción V (2020) junto al actor Nani.

## Carrera de bádminton
Babu se convirtió en el jugador de bádminton número 1 de Andhra Pradesh y de Karnataka. Ha jugado junto a Pullela Gopichand como pareja de dobles. Está previsto que interprete el papel de Gopichand en la película biográfica de este último.

## Vida personal
Sudheer Babu Está casado con Priyadarshini, hija de actor Krishna y la hermana más joven de Mahesh Babu. Ls pareja tiene dos niños.

## Filmografía
| Año  | Título                            | Función(s)             | Notas                               | Ref(s)        |
| ---- | --------------------------------- | ---------------------- | ----------------------------------- | ------------- |
| 2010 | Ye Maaya Chesave                  | Jerry Thekekuttu       | Función de apoyo                    | [ 1 ]         |
| 2012 | Shiva Manasulo Shruti             | Siva                   | Función de ventaja                  | [ 2 ]         |
| 2013 | Prema Katha Chitram               | Sudheer                |                                     | [ 4 ]         |
| 2013 | Aadu Magaadra Bujji               | Siddhu                 |                                     | [ 14 ]        |
| 2015 | Dongaata                          | Él                     | Cameo Aspecto                       | [ 15 ]        |
| 2015 | Krishnamma Kalipindi Iddarini     | Krishna                |                                     | [ 5 ]         |
| 2015 | Mosagallaku Mosagaadu             | Krish                  |                                     |               |
| 2015 | Bhale Manchi Roju                 | Carnero                |                                     | [ 5 ]         |
| 2016 | Sri Sri                           | Inspector policial     | Aspecto de huésped                  |               |
| 2016 | Baaghi                            | Raghav                 | Debut de hindi                      |               |
| 2017 | Shamanthakamani                   | Krishna                |                                     | [ 5 ]         |
| 2017 | Anando Brahma                     | Él                     | Aspecto de huésped                  |               |
| 2018 | Sammohanam                        | Vijay                  |                                     | [ 7 ]         |
| 2018 | Nannu Dochukunduvate              | Karthik                |                                     | [ 16 ]        |
| 2018 | Veera Bhoga Vasantha Rayalu       | SI Vinay Rao           |                                     | [ 17 ]        |
| 2020 | V                                 | DCP Aditya             | Liberado encima Amazona Vídeo Primo | [ 18 ]        |
| 2021 | Sridevi Centro de refresco        | Encendiendo Soori Babu | Liberado en Zee5                    | [ 19 ]        |
| 2021 | Untitled Gopichand biopic         | Pullela Gopichand      | Disparado simultáneamente en hindi  | [ 20 ] [ 21 ] |
| 2021 | Aa Ammayi Gurinchi Meeku Cheppali |                        | Filmación                           | [ 22 ]        |
| 2021 | Mama Mascheendra                  |                        | Pre-Producción                      | [ 23 ]        |

| Año  | Premio                  | Categoría                                                    | Película             | Ref.   |
| ---- | ----------------------- | ------------------------------------------------------------ | -------------------- | ------ |
| 2013 | 2.º SIIMA               | SIIMA Premio para Debut Macho Mejor (Telugu)                 | Siva Manasulo Sruthi | [ 24 ] |
| 2016 | 5.º SIIMA               | El Del sur Sensation del Año                                 | General              | [ 25 ] |
| 2019 | 8.º SIIMA               | SIIMA Premio para Actor Mejor (Telugu)                       | Sammohanam           | [ 26 ] |
| 2019 | 8.º SIIMA               | Premio de Jurado especial - Telugu                           | Sammohanam           | [ 27 ] |
| 2019 | Zee Cine Premios Telugu | Artista mejor del Año                                        | Sammohanam           | [ 28 ] |
| 2021 | 10.º SIIMA              | SIIMA Premio para Actor Mejor (Telugu)                       | V                    |        |
| 2021 | 10.º SIIMA              | SIIMA Premio para Actor Mejor (Telugu)- Elección de Críticos | V                    |        |